# A vörös sárkány (film)
A vörös sárkány (eredeti cím: Red Dragon) 2002-ben bemutatott nagy sikerű amerikai thriller Brett Ratner rendezésében Sir Anthony Hopkins, Edward Norton, valamint Ralph Fiennes főszereplésével.

## Történet
Will Graham, a kiváló nyomozó azért hagyta ott az FBI-t, mert majdnem az életébe került elkapni Dr. Hannibal Lectert, a zseniális őrültet. Most, évek múltán azonban, amikor egy sor különösen szörnyű gyilkosság tartja rettegésben a közvéleményt, Graham vonakodva bár, de hajlandó visszatérni önként vállalt száműzetéséből és segédkezni az ügyben. Ám hamarosan rá kell döbbennie, hogy a Fogtündér néven elhíresült sorozatgyilkos elfogásához meg kell próbálnia a gyilkos agyával gondolkodni. Ehhez pedig ki kéne fürkésznie egy másik gyilkos elméjét, amely ugyanilyen briliáns – és ugyanilyen beteg. Graham számára ez azt jelenti, hogy szembe kell néznie múltjával és ősi ellenségével, a jelenleg bebörtönzött Lecterrel.

## Szereplők
| Szerep                | Színész                | Magyar hang        |
| --------------------- | ---------------------- | ------------------ |
| Will Graham           | Edward Norton          | Széles László      |
| Dr. Hannibal Lecter   | Anthony Hopkins        | Sinkó László       |
| Jack Crawford         | Harvey Keitel          | Tordy Géza         |
| Francis Dolarhyde     | Ralph Fiennes          | Kautzky Armand     |
| Dr. Frederick Chilton | Anthony Heald          | Vass Gábor         |
| Barney                | Frankie Faison         |                    |
| Reba McClane          | Emily Watson           | Igó Éva            |
| Freddy Lounds         | Philip Seymour Hoffman | Ifj. Jászai László |
| Molly Graham          | Mary-Louise Parker     | Zakariás Éva       |
| Josh Graham           | Tyler Patrick Jones    | Gacsal Ádám        |